# هيرمون وليامز
هيرمون وليامز (بالإنجليزية: Hermon Williams)‏ هو مدير فني أمريكي، ولد في 16 فبراير 1872 في آيوا سيتي في الولايات المتحدة، وتوفي في 21 يوليو 1958 في ألباكركي في الولايات المتحدة.